# Ghosts of Loss
 (juin 2018).
Si vous disposez d'ouvrages ou d'articles de référence ou si vous connaissez des sites web de qualité traitant du thème abordé ici, merci de compléter l'article en donnant les références utiles à sa vérifiabilité et en les liant à la section « Notes et références ».
Albums de Swallow the Sun
The Morning Never Came
(2003) Hope
(2007)
Singles
1. Forgive Her
Sortie : 13 avril 2005

Ghosts of Loss est le second album du groupe de death metal mélodique et doom metal finlandais Swallow the Sun, paru en août 2005.
L'album se place pendant trois semaines dans les classements finlandais, avec un pic en 8e position.

## Liste des titres
Toutes les chansons sont écrites et composées par Juha Raivio, sauf annotation.
| 1.    | The Giant                 | 11:56 |
| 2.    | Descending Winters        | 6:11  |
| 3.    | Psychopath's Lair         | 5:52  |
| 4.    | Forgive Her...            | 9:00  |
| 5.    | Fragile (Aleksi Munter)   | 7:14  |
| 6.    | Ghost of Laura Palmer     | 8:07  |
| 7.    | Gloom, Beauty and Despair | 8:45  |
| 8.    | The Ship                  | 8:55  |
| 65:59 |                           |       |

| 1. | Descending Winters (Promo Video) |  |
| 2. | Swallow (Horror Pt. 1) (Live)    |  |
| 3. | Deadly Nightshade (Live)         |  |
| 4. | Through Her Silvery Body (Live)  |  |
| 5. | Psychopath's Lair (Live)         |  |